# Ho ammazzato J. F. Kennedy
Ho ammazzato J. F. Kennedy (Yo maté a Kennedy) è un romanzo dello scrittore spagnolo di Manuel Vázquez Montalbán del 1972, la prima opera in cui appare Pepe Carvalho, personaggio che diverrà protagonista di numerosi gialli dell'autore. Si tratta di un visionario romanzo ucronico la cui trama va ricomposta dal lettore affrontando un percorso volutamente frammentario e confuso, composto da capitoli narrati in prima persona dai diversi protagonisti, alternati a dialoghi surreali, deliranti metafore e brani di pura fantascienza e pulp.

## Trama
Sospesa a mezz'aria sopra la Casa Bianca c'è la residenza del potente clan dei Kennedy; Il fantascientifico "Palazzo delle Sette Galassie", immenso ed invisibile, è frequentato da un curioso e variegato entourage di fedelissimi della famiglia a capo del Paese più ricco ed avanzato del mondo.
Il grandioso progetto del futuro assetto mondiale che i Kennedy stanno concependo è contrastato però da una misteriosa entità (Bacterioon) e da una potente lobby che hanno il loro braccio armato nel killer spagnolo, John.
J.F.Kennedy appare come un personaggio costruito a tavolino, capace di mutare il proprio aspetto e la propria storia in maniera talvolta esilarante; la moglie Jaqueline è rappresentata come una donna fatua con velleità poetiche.
È in questo romanzo che viene proposta per la prima volta la figura di Pepe Carvalho, giovane gallego agente della CIA, spietato e doppiogiochista, guardia personale del Presidente John Fitzgerald Kennedy, le cui esperienze giovanili giustificheranno la nostalgia, il rimpianto, la disillusione, la cultura, il cinismo ed il sentimentalismo dell'età adulta.
Il finale lascia spazio a diverse possibili interpretazioni ed invece di svelare misteri apre squarci sulla storia contemporanea (vera o verosimile) e sulla figura del personaggio più famoso creato da Manuel Vázquez Montalbán.

## Edizioni
- (ES) città Manuel Vázquez Montalbán, Yo maté a Kennedy, 1ª ed., Planeta, 1972.
- Manuel Vázquez Montalbán, Ho ammazzato J. F. Kennedy, traduzione di Hado Lyria, Economica Feltrinelli Super UE, Feltrinelli, 2001, ISBN 88-07-84006-5.